# ダフネ・ウォーカー
ダフネ・ウォーカー（英語: Daphne Walker、1925年 - ）は、イギリス出身のフィギュアスケート選手（女子シングル）。
1947年世界選手権銀メダリスト。1939年・1947年欧州選手権銅メダリスト。

## 主な戦績
| 大会/年        | 1937-38 | 1938-39 | 1946-47 |
| -------------- | ------- | ------- | ------- |
| 世界選手権     | 7       | 3       | 2       |
| 欧州選手権     | 10      | 3       | 3       |
| イギリス選手権 |         |         | 1       |